# Tour de la Liberté

Freiheitsturm

Die Tour de la Liberté (französisch für Freiheitsturm) ist ein 1989 errichteter Turm zur Zweihundertjahrfeier der französischen Revolution in Saint-Dié-des-Vosges. Der Tour de la Liberté hat eine Höhe von 36 Metern, die Breite der Flügel beträgt 32 Meter. Der Architekt Jean-Marie Hennin und Metallbauspezialist Nicolas Normier entwarfen und bauten den Turm. Zunächst war der Turm im Jardin des Tuileries in der französischen Hauptstadt Paris errichtet, doch dann am 14. Juli 1990 in Saint-Dié-des-Vosges eingeweiht worden. Die Erbauer äußerten:

„Allen eingesetzten Eifer und jede verbrauchte Energie zur Erreichung der Freiheit widmen wir denen, für die jede Hoffnung auf Erreichung vor dem Unverständnis und der Angst der anderen aufhört, den körperlich und geistig Behinderten, Asylanten und Verlassenen.“